# Château de Sumoto
Le château de Sumoto (洲本城, Sumoto-jō) est un château japonais avec un tenshu (donjon) reconstruit, situé à Sumoto sur l'île d'Awaji dans la préfecture de Hyōgo, au Japon. L'endroit est classé site historique.
La fortification commence en 1525, avec remodelage en pierre dans les années 1580. Le château est aboli dans les années 1630. En 1928, le tenshu est reconstruit en béton armé.

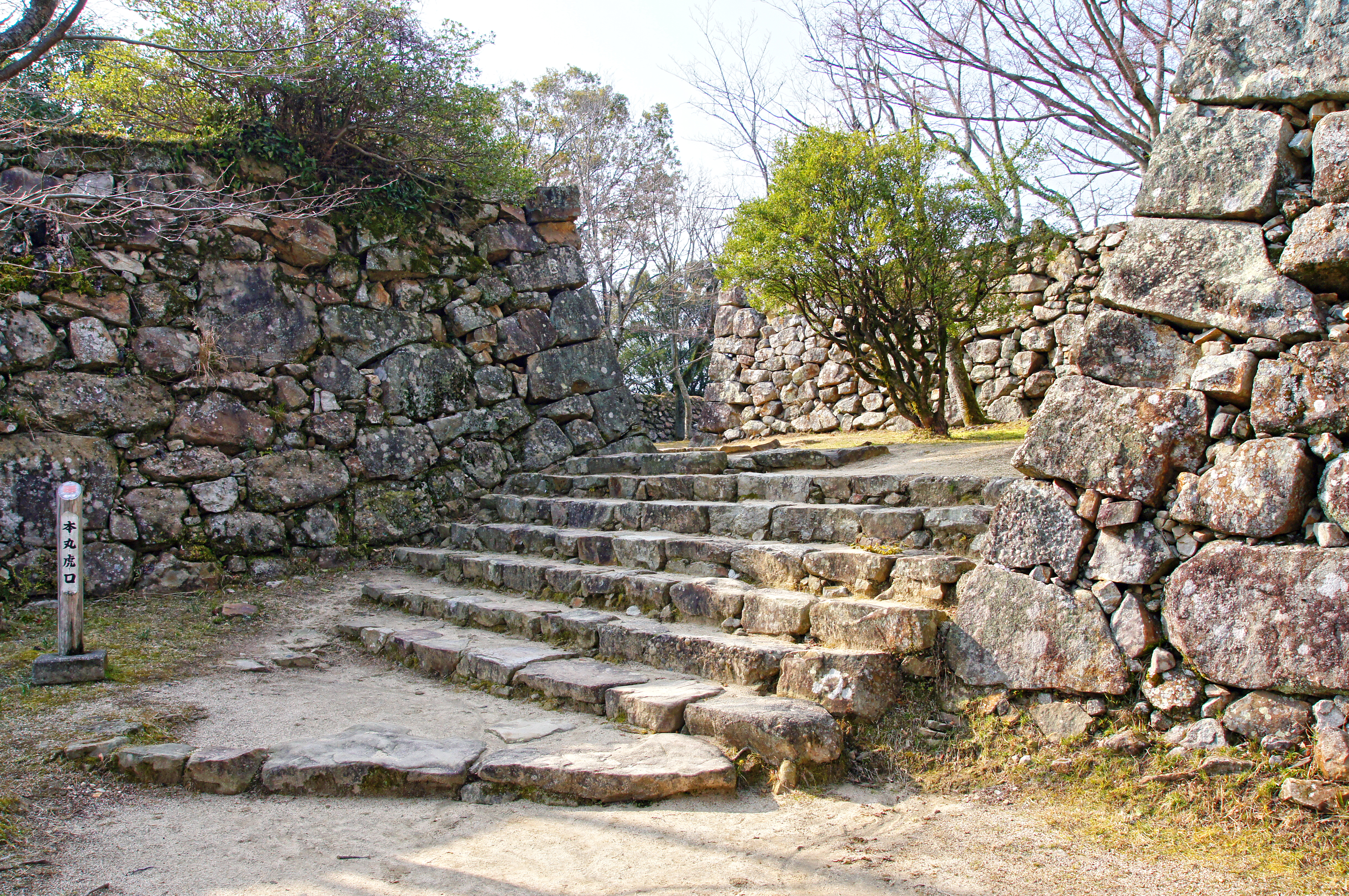
Murs de pierre originaux du château de Sumoto.

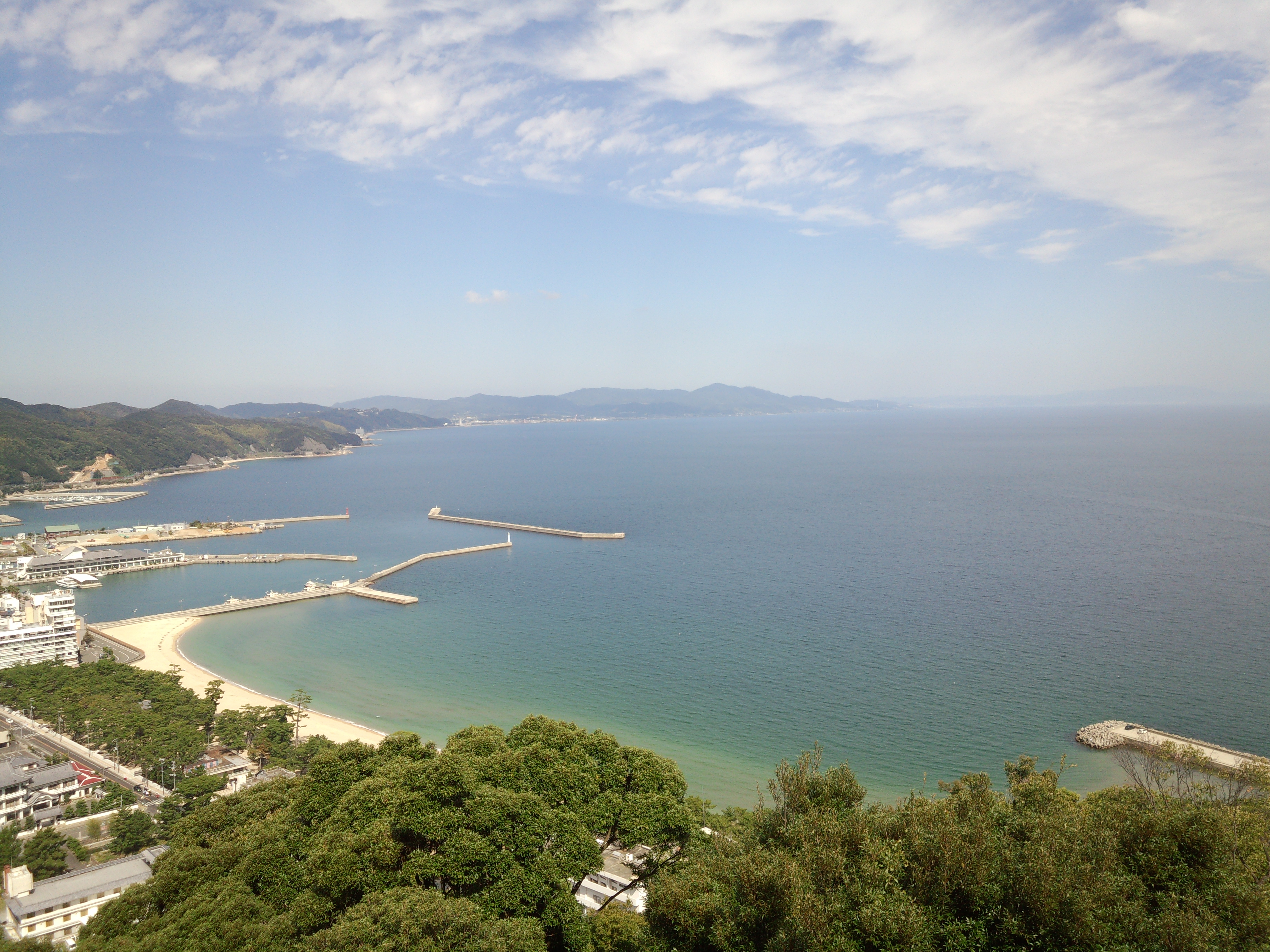
Vue du château de Sumoto.